# Salto en esquí en los Juegos Europeos de Cracovia 2023
El salto en esquí en los III Juegos Europeos se realizó en el Centro de Esquí de Zakopane (Polonia) del 27 de junio al 1 de julio de 2023.
Fueron disputadas en este deporte cinco pruebas diferentes, dos masculinas, dos femeninas y una mixta.

## Medallistas

### Masculino
| Evento                                    | Oro                                      | Plata                           | Bronce                                  |
| ----------------------------------------- | ---------------------------------------- | ------------------------------- | --------------------------------------- |
| Trampolín normal individual (29 de junio) | Daniel Tschofenig · Austria · 270,3 pts. | Jan Hörl · Austria · 262,7 pts. | Gregor Deschwanden · Suiza · 258,0 pts. |
| Trampolín grande individual (1 de julio)  | Dawid Kubacki · Polonia · 279,1          | Jan Hörl · Austria · 273,0      | Philipp Raimund · Alemania · 271,8      |

### Femenino
| Evento                                    | Oro                                               | Plata                               | Bronce                               |
| ----------------------------------------- | ------------------------------------------------- | ----------------------------------- | ------------------------------------ |
| Trampolín normal individual (27 de junio) | Jacqueline Seifriedsberger · Austria · 262,6 pts. | Nika Prevc · Eslovenia · 262,3 pts. | Marita Kramer · Austria · 242,6 pts. |
| Trampolín grande individual (30 de junio) | Nika Križnar · Eslovenia · 277,4                  | Nika Prevc · Eslovenia · 248,2      | Selina Freitag · Alemania · 245,8    |

### Mixto
| Evento                                    | Oro                                                                                              | Plata                                                                                             | Bronce                                                                        |
| ----------------------------------------- | ------------------------------------------------------------------------------------------------ | ------------------------------------------------------------------------------------------------- | ----------------------------------------------------------------------------- |
| Trampolín normal por equipo (29 de junio) | Austria · Marita Kramer · Jan Hörl · Jacqueline Seifriedsberger · Daniel Tschofenig · 939,3 pts. | Noruega · Anna Odine Strøm · Robert Johansson · Eirin Maria Kvandal · Marius Lindvik · 876,7 pts. | Eslovenia · Nika Prevc · Timi Zajc · Nika Križnar · Anže Lanišek · 872,0 pts. |

## Medallero
| Núm. | País      | Oro | Plata | Bronce | Total |
| ---- | --------- | --- | ----- | ------ | ----- |
| 1    | Austria   | 3   | 2     | 1      | 6     |
| 2    | Eslovenia | 1   | 2     | 1      | 4     |
| 3    | Polonia   | 1   | 0     | 0      | 1     |
| 4    | Noruega   | 0   | 1     | 0      | 1     |
| 5    | Alemania  | 0   | 0     | 2      | 2     |
| 6    | Suiza     | 0   | 0     | 1      | 1     |
|      | TOTAL     | 5   | 5     | 5      | 15    |